# Ctenotus maryani
Ctenotus maryani (гребневухий сцинк Меріана) — вид сцинкоподібних ящірок родини сцинкових (Scincidae). Ендемік Австралії.

## Поширення і екологія
Гребневухі сцинки Меріана мешкають в регіоні Карнарвон у Західній Австралії, від Онслоу до Кері-Даунс і вглиб континенту до гір Кеннеді. Вони живуть в горах та на піщаних, іноді глинистих рівнинах, порослих спінніфексом.